# Linia kolejowa nr 188
Linia kolejowa nr 188 – jednotorowa, zelektryfikowana linia kolejowa znaczenia miejscowego łącząca stację Bytom Bobrek ze stacją Zabrze Biskupice. Linia została otwarta w 1859 roku.

## Degradacja szlaku
Ze względu na postępującą degradację szlaku zamknięto linię kolejową nr 188, stanowiącą tor nr 3 dla linii kolejowej nr 132. 16.10.2024 rozstrzygnięto przetarg na remont linii kolejowej oraz SRK. Roboty wykona PPMT Gdańsk, w ich wyniku prędkość wzrośnie do 100 km/h.